# Sandford Lock

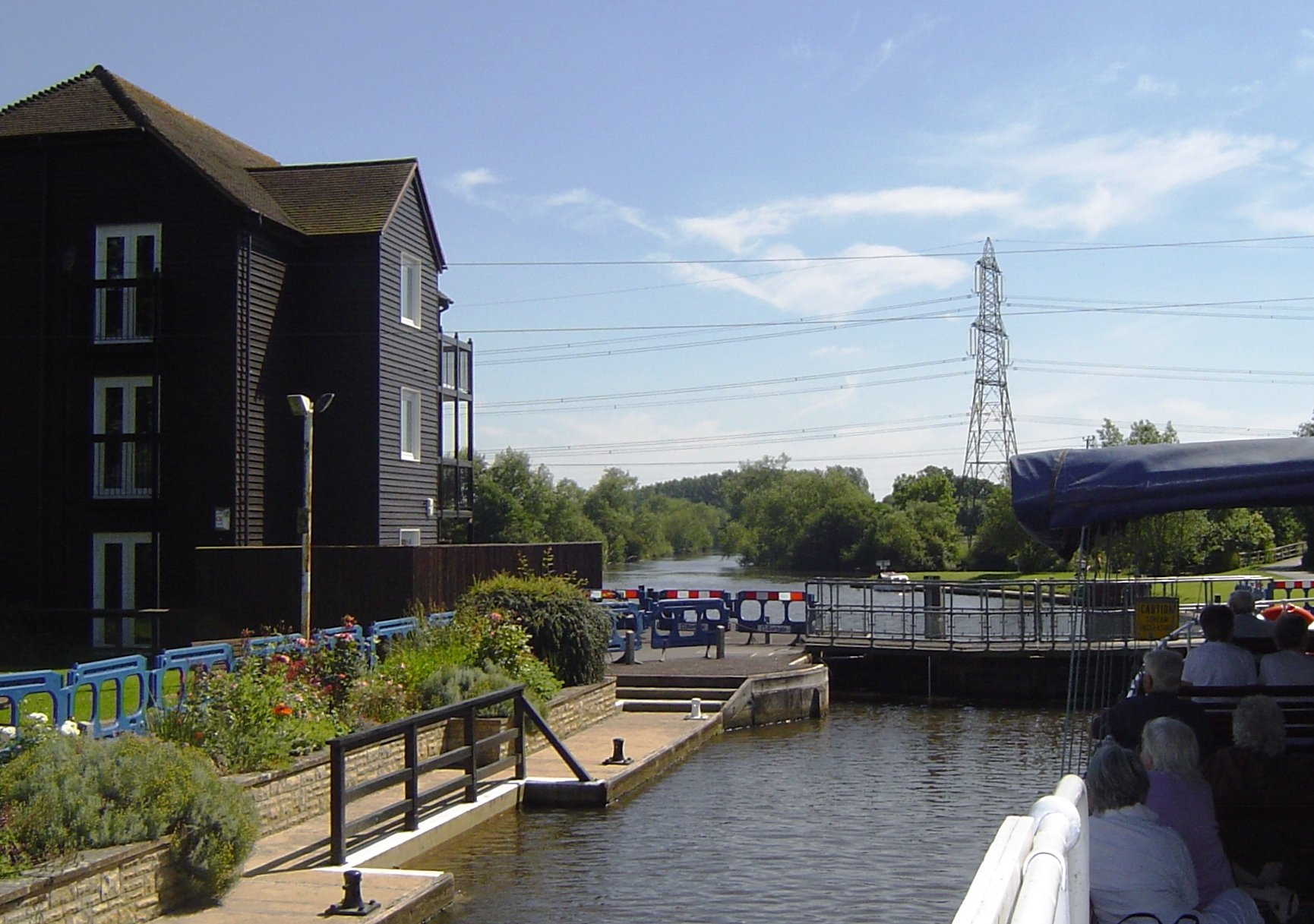
Das Sandford Lock Blickrichtung flussabwärts

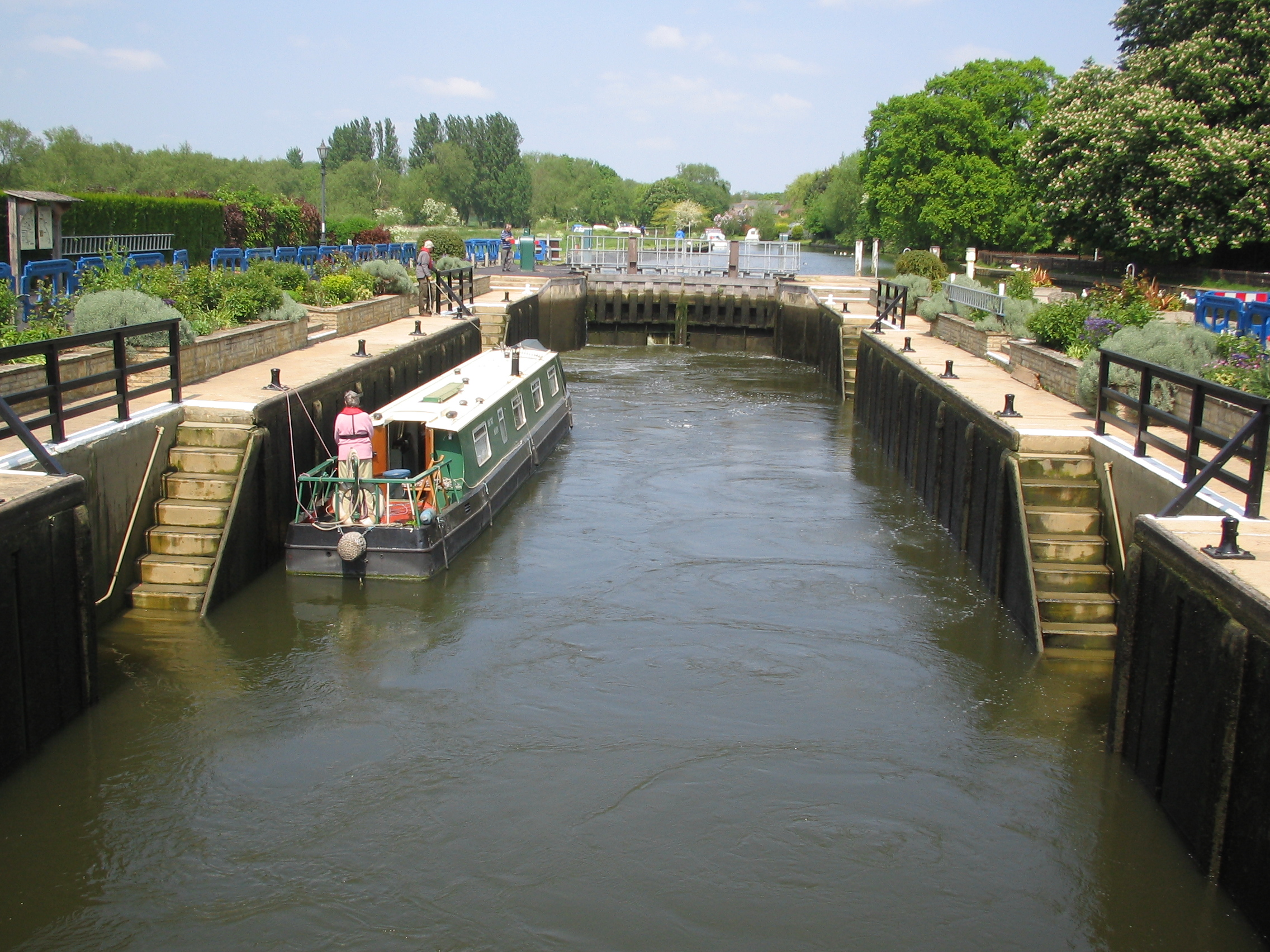
Das Sandford Lock Blickrichtung flussaufwärts

Das Sandford Lock ist eine Schleuse in der Themse in der Nähe des Dorfes Sandford-on-Thames am südlichen Stadtrand von Oxford in England. Die erste Schleuse wurde 1631 von der Oxford-Burcot Commission gebaut und später umgebaut. Die Schleuse hat mit 2,69 m den größten Höhenunterschied aller Schleusen im Verlauf der Themse. Sie ist mit einer der drei Inseln an dieser Stelle verbunden.
Das Hauptwehr verbindet eine Insel mit dem gegenüberliegenden Ufer bei Kennington. Hier befindet sich der Sandford Lasher, ein berüchtigtes Tosbecken in dem mehrere Menschen ertrunken sind.

## Geschichte
Eine Mühle wurde an dieser Stelle um 1294 durch den Templerorden gebaut. Es gibt auch Berichte über eine Fähre und ein Wehr aus dem Mittelalter. Aus der Zeit Edward III. gibt es einen Bericht über den Streit zwischen den Müllern und den Bootsleuten, in dem die Schiffer die Schleuse aufgebrochen haben sollen. Es handelt sich dabei wahrscheinlich um eine Stauschleuse. Diese wurde 1624 als Great Lockes beschrieben. Diese wurde 1631 durch die Oxford-Burcot Commission ersetzt, die eine der ersten Schleusen in England hier baute. Die Schleuse wurde 1790 an die Thames Navigation Commission übergeben und 1795 von Daniel Harris für fast 1.800 £ verlängert. 1836 wurde eine neue Schleuse an der heutigen Stelle neben der alten Schleuse gebaut. 1839 wurde das Schleusenwärterhaus errichtet. Die alte Schleuse wurde zugeschüttet, nachdem ein Müller die Tore geöffnet hatte und damit Schäden an der Uferböschung verursachte. Die Lage der alten Schleuse ist noch oberhalb der heutigen oberen Tore erkennbar. Eine Eisenbrücke wurde zwischen 1866 und 1877 über die Schleuse gebaut. Die letzten Baumaßnahmen wurden 1972 vorgenommen.

## Tödliche Unfälle
Das Becken unterhalb des Wehrs ist als Sandford Lasher, bekannt und seit dem 19. Jahrhundert berüchtigt auf Grund der Zahl von Menschen, die hier ertranken:
- Henry Fawcett, ein Student des University College, ertrank beim Schwimmen im Mai 1833.[2] John Richardson Currer, der Bruder von Charles Savile Roundell und Student des Balliol College, ertrank im Februar 1840, während er versuchte, ein Skiff über das Becken zu rudern.[3]
- Ein sechzehnjähriger Schüler der Cowley Diocesan School, Edward John Templar, Sohn des Vikars von Great Coxwell, ertrank am 21. Mai 1864, als er in das Wasser sprang, um einem anderen Jungen, der nicht schwimmen konnte und versehentlich ins Wasser gefallen war, zu helfen.[4]
- Clarence Sinclair Collier, ein Student am Balliol College, ertrank im Juni 1879. Er und ein anderer Student waren mit ihrem Boot oberhalb des Wehrs unterwegs. Das Boot kenterte und sie wurden durch die Strömung über das Wehr gespült, wo Collier ertrank.[5] An Collier wird mit einer Tafel im Eingangsbereich des College erinnert.[6]
- Am Wehr steht ein Obelisk, auf dem der Tod von fünf Studenten des Christ Church College verzeichnet ist: Richard Phillimore und William Gaisford 1843; George Dasent 1872 und Michael Llewelyn Davies und Rupert Buxton 1921. William Gaisford war der Sohn Thomas Gaisfords, des Dekans des Christ Church Colleges. Er geriet am 23. Juni 1843 beim Schwimmen in Schwierigkeiten. Sein Freund Richard Phillimore versuchte ihm zu helfen, aber beide ertranken.[7] Richard Phillimore war der Sohn von Joseph Phillimore, dem Regius Professor of Civil Law.[8] Sie wurden in der Christ Church Cathedral. Zwei Gedenktafeln im nördlichen Kreuzgang der Kathedrale erinnern an sie.[9]
- Michael Llewelyn Davies war das Pflegekind des Schriftstellers J. M. Barrie, und eine der Hauptinspirationen für die Figur des Peter Pan. Rupert Buxton war der Sohn von Thomas Buxton. Beide ertranken am 19. Mai 1921 bei ruhigem Wasser im Sandford Lasher wird berichtet.[10]

## Zugang zur Schleuse
Die Schleuse kann vom Ende der Church Lane in Sandford erreicht werden.

## Der Fluss oberhalb der Schleuse
Nach der dritten Insel der Gruppe an der Schleuse der Fiddler’s Elbow macht der Fluss an der Rose Isle einen scharfen Knick. Am westlichen Ufer liegt Kennington. Weiter flussaufwärts ist die Kennington Railway Bridge dort mündet der Hinksey Stream wieder in die Themse und die Isis Bridge überquert die Themse.
Der Themsepfad verläuft auf der westlichen Seite des Flusses, bis er am Iffley Lock den Hinksey Stream auf der Kennington Towpath Brücke überquert.

## Erwähnung in der Literatur
Der Sandford Lasher und seine Gefahren werden im Kapitel 18 von Jerome K. Jerome Buch Drei Mann in einem Boot (1889) beschrieben.
Jerome war ein enger Freund von J.M. Barrie und kannte wahrscheinlich Michael Llewelyn Davies.
Der Sandford Lasher wird in The Dictionary of the Thames von Charles Dickens, Jr. erwähnt.
In Tom Brown at Oxford von Thomas Hughes entgeht die Hauptfigur nur knapp einem Unglück, als sie ein Skiff in das Becken rudert. Das Sandford Lock wird in The Four Feathers von Alfred Edward Woodley Mason (1902) ebenso wie im Gedicht The Burden of Itys von Oscar Wilde erwähnt.